# Ompok leiacanthus
Ompok leiacanthus är en fiskart som först beskrevs av Bleeker, 1853.  Ompok leiacanthus ingår i släktet Ompok och familjen malfiskar. IUCN kategoriserar arten globalt som otillräckligt studerad. Inga underarter finns listade i Catalogue of Life.